# Conferência Sudeste da Liga BFA 2019 - Acesso
A Conferência Sudeste foi uma das quatro conferências da Liga BFA 2019 - Acesso. A conferência teve dezesseis times divididos em quatro grupos: A, B, C e D. Os times enfrentavam os adversários dentro de seu próprio grupo e um time de outro grupo. Os dois melhores times de cada grupo classificaram-se às quartas de final que se enfrentaram em sistema de mata-mata até a final de conferência. O campeão da conferência garantiu acesso à Liga BFA 2020 - Elite.

## Classificação
Classificados para os Playoffs estão marcados em verde.
Grupo A
| Pos | Times                            | V | E | D | PCT   | PF  | PS  | SP   |
| --- | -------------------------------- | - | - | - | ----- | --- | --- | ---- |
| 1   | Rio Preto Weilers                | 4 | 0 | 0 | 1.000 | 161 | 0   | 161  |
| 2   | Independente de Limeira Tomahawk | 2 | 0 | 2 | .500  | 71  | 82  | -11  |
| 3   | Sorocaba Vipers                  | 1 | 0 | 3 | .250  | 21  | 75  | -54  |
| 4   | Univás Gladiadores               | 0 | 0 | 4 | .000  | 2   | 112 | -110 |

Grupo B
| Pos | Times             | V | E | D | PCT  | PF | PS | SP  |
| --- | ----------------- | - | - | - | ---- | -- | -- | --- |
| 1   | Tatuapé Monsters  | 3 | 0 | 1 | .750 | 60 | 76 | -16 |
| 2   | Delta Football    | 3 | 0 | 1 | .750 | 78 | 48 | 30  |
| 3   | Spartans Football | 2 | 0 | 2 | .500 | 67 | 49 | 18  |
| 4   | Mooca Destroyers  | 1 | 0 | 3 | .250 | 71 | 89 | -18 |

Grupo C
| Pos | Times                  | V | E | D | PCT  | PF  | PS  | SP  |
| --- | ---------------------- | - | - | - | ---- | --- | --- | --- |
| 1   | Contagem Inconfidentes | 3 | 0 | 1 | .750 | 148 | 91  | 57  |
| 2   | Blaze FA               | 3 | 0 | 1 | .750 | 131 | 80  | 51  |
| 3   | Palmeiras Locomotives  | 3 | 0 | 1 | .750 | 84  | 60  | 24  |
| 4   | Nova Serrana Forgeds   | 1 | 0 | 3 | .250 | 81  | 142 | -61 |

Grupo D
| Pos | Times                        | V | E | D | PCT  | PF  | PS  | SP   |
| --- | ---------------------------- | - | - | - | ---- | --- | --- | ---- |
| 1   | Ipatinga Tigres              | 2 | 0 | 2 | .500 | 107 | 91  | 16   |
| 2   | Espírito Santo Black Knights | 2 | 0 | 2 | .500 | 99  | 86  | 13   |
| 3   | Betim Bulldogs               | 2 | 0 | 2 | .500 | 120 | 83  | 37   |
| 4   | Dark Owls FA                 | 0 | 0 | 4 | .000 | 7   | 144 | -137 |

### Resultados
Primeira Rodada
| 27 de julho 16:00 UTC -3 | Relatório | Betim Bulldogs | 24–18 | Ipatinga Tigres |  | Estádio Jadir Xavier, Betim-MG |  |

| 28 de julho 14:00 UTC -3 | Relatório | Blaze FA | 24–00 | ES Black Knights |  | Estádio Cerezão, Rio de Janeiro-RJ |  |

| 28 de julho 15:00 UTC -3 | Relatório | Contagem Inconfidentes | 48–28 | Nova Serrana Forgeds |  | Arena Frigoarnaldo, Contagem-MG |  |

| 3 de agosto 17:00 UTC -3 | Relatório | Independente Tomahawk | 14–31 | Mooca Destroyers |  | Estádio Pradão, Limeira-SP |  |

| 4 de agosto 10:00 UTC -3 | Relatório | Delta Football | 14–00 | Univás Gladiadores |  | Arena Esportiva, Volta Redonda-RJ |  |

| 4 de agosto 11:00 UTC -3 | Relatório | Dark Owls FA | 00–12 | Palmeiras Locomotives |  | Campo do União, Silva Jardim-RJ |  |

| 4 de agosto 14:00 UTC -3 | Relatório | Spartans Football | 26–00 | Tatuapé Monsters |  | CT Touchdown, São Paulo-SP |  |

| 4 de agosto 14:30 UTC -3 | Relatório | Rio Preto Weilers | 39–00 | Sorocaba Vipers |  | Estádio Teixeirão, São José do Rio Preto-SP |  |

Segunda Rodada
| 17 de agosto 14:00 UTC -3 | Relatório | Ipatinga Tigres | 13–47 | Contagem Inconfidentes |  | Estádio Ipatingão, Ipatinga-MG |  |

| 17 de agosto 14:00 UTC -3 | Relatório | Univás Gladiadores | 02–33 | Independente Tomahawk |  | Univás, Pouso Alegre-MG |  |

| 17 de agosto 14:00 UTC -3 | Relatório | Nova Serrana Forgeds | 20–19 | Betim Bulldogs |  | Campo Frei Ambrósio, Nova Serrana-MG |  |

| 17 de agosto 19:00 UTC -3 | Relatório | Mooca Destroyers | 14–20 | Delta Football |  | GDR 7 de Setembro, São Paulo-SP |  |

| 18 de agosto 11:00 UTC -3 | Relatório | Palmeiras Locomotives | 22–32 | Blaze FA |  | Clube de Campo do Palmeiras, São Paulo-SP |  |

| 18 de agosto 14:00 UTC -3 | Relatório | ES Black Knights | 34–07 | Dark Owls FA |  | Campo Nacional, Vila Velha-ES |  |

| 25 de agosto 10:00 UTC -3 | Relatório | Sorocaba Vipers | 08–12 | Tatuapé Monsters |  | Centro Esportivo Vila Gabriel, Sorocaba-SP |  |

| 25 de agosto 14:00 UTC -3 | Relatório | Spartans Football | 00–21 | Rio Preto Weilers |  | CT Touchdown, São Paulo-SP |  |

Terceira Rodada
| 31 de agosto | W.O. | Betim Bulldogs | 49–00 | Dark Owls FA |  |  |  |

| 1 de setembro 15:00 UTC -3 | Relatório | Contagem Inconfidentes | 41–33 | Blaze FA |  | Arena Helsingborg, Contagem-MG |  |

| 14 de setembro 14:00 UTC -3 | Relatório | Nova Serrana Forgeds | 16–33 | Palmeiras Locomotives |  | Campo Frei Ambrósio, Nova Serrana-MG |  |

| 15 de setembro 10:00 UTC -3 | Relatório | Ipatinga Tigres | 27–20 | ES Black Knights |  | Estádio Ipatingão, Ipatinga-MG |  |

| 15 de setembro 10:00 UTC -3 | Relatório | Delta Football | 21–07 | Spartans Football |  | Clube dos Coroados, Valença-RJ |  |

| 22 de setembro 10:00 UTC -3 | Relatório | Sorocaba Vipers | 00–24 | Independente Tomahawk |  | Centro Esportivo Vila Gabriel, Sorocaba-SP |  |

| 22 de setembro 14:00 UTC -3 | Relatório | Rio Preto Weilers | 52–00 | Univás Gladiadores |  | Estádio Teixeirão, São José do Rio Preto-SP |  |

| 22 de setembro 14:00 UTC -3 | Relatório | Tatuapé Monsters | 21–19 | Mooca Destroyers |  | CT Touchdown, São Paulo-SP |  |

Quarta Rodada
| 28 de setembro 14:00 UTC -3 | Relatório | Palmeiras Locomotives | 17–12 | Contagem Inconfidentes |  | CT Touchdown, São Paulo-SP |  |

| 29 de setembro 14:00 UTC -3 | Relatório | ES Black Knights | 45–28 | Betim Bulldogs |  | Campo Nacional, Vila Velha-ES |  |

| 6 de outubro 14:00 UTC -3 | Relatório | Univás Gladiadores | 00–13 | Sorocaba Vipers |  | Univás, Pouso Alegre-MG |  |

| 6 de outubro 14:00 UTC -3 | Relatório | Tatuapé Monsters | 27–23 | Delta Football |  | CT Touchdown, São Paulo-SP |  |

| 12 de outubro | W.O. | Dark Owls FA | 00–49 | Ipatinga Tigres |  |  |  |

| 12 de outubro 14:00 UTC -3 | Relatório | Blaze FA | 42–17 | Nova Serrana Forgeds |  | Centro Esportivo Castelo Branco, Rio de Janeiro-RJ |  |

| 12 de outubro 17:00 UTC -3 | Relatório | Independente Tomahawk | 00–49 | Rio Preto Weilers |  | Estádio Pradão, Limeira-SP |  |

| 13 de outubro 08:00 UTC -3 | Relatório | Mooca Destroyers | 07–34 | Spartans Football |  | CT Touchdown, São Paulo-SP |  |

## Playoffs
Em itálico, os times que possuem o mando de campo e em negrito os times classificados.
|  | Quartas de final | Quartas de final       | Quartas de final      |                        |    | Semifinais             | Semifinais | Semifinais |  |  | Final | Final             | Final |
|  |                  |                        |                       |                        |    |                        |            |            |  |  |       |                   |       |
|  |                  |                        |                       |                        |    |                        |            |            |  |  |       |                   |       |
|  | A1               | Rio Preto Weilers      | 37                    |                        |    |                        |            |            |  |  |       |                   |       |
|  | D2               | ES Black Knights       | 06                    |                        |    |                        |            |            |  |  |       |                   |       |
|  | D2               | ES Black Knights       | 06                    |                        |    | Rio Preto Weilers      | 31         |            |  |  |       |                   |       |
|  |                  |                        |                       |                        |    | Rio Preto Weilers      | 31         |            |  |  |       |                   |       |
|  |                  |                        | Blaze FA              | 00                     |    |                        |            |            |  |  |       |                   |       |
|  | B1               | Tatuapé Monsters       | Blaze FA              | 00                     | 12 |                        |            |            |  |  |       |                   |       |
|  | B1               | Tatuapé Monsters       |                       |                        | 12 |                        |            |            |  |  |       |                   |       |
|  | C2               | Blaze FA               | 21                    |                        |    |                        |            |            |  |  |       |                   |       |
|  |                  |                        |                       |                        |    |                        |            |            |  |  |       | Rio Preto Weilers | 56    |
|  |                  |                        |                       | Contagem Inconfidentes | 27 |                        |            |            |  |  |       |                   |       |
|  | C1               | Contagem Inconfidentes | 33                    |                        |    |                        |            |            |  |  |       |                   |       |
|  | B2               | Delta Football         | 13                    |                        |    |                        |            |            |  |  |       |                   |       |
|  | B2               | Delta Football         | 13                    |                        |    | Contagem Inconfidentes | 23         |            |  |  |       |                   |       |
|  |                  |                        |                       |                        |    | Contagem Inconfidentes | 23         |            |  |  |       |                   |       |
|  |                  |                        | Independente Tomahawk | 17                     |    |                        |            |            |  |  |       |                   |       |
|  | D1               | Ipatinga Tigres        | Independente Tomahawk | 17                     | 21 |                        |            |            |  |  |       |                   |       |
|  | D1               | Ipatinga Tigres        |                       |                        | 21 |                        |            |            |  |  |       |                   |       |
|  | A2               | Independente Tomahawk  | 37                    |                        |    |                        |            |            |  |  |       |                   |       |

### Quartas de Final
| 26 de outubro 14:00 UTC -3 | Relatório | Rio Preto Weilers | 37–06 | ES Black Knights |  | Estádio Teixeirão, São José do Rio Preto-SP |  |

| 27 de outubro 14:30 UTC -3 | Relatório | Tatuapé Monsters | 12–21 | Blaze FA |  | CT Touchdown, São Paulo-SP |  |

| 27 de outubro 15:00 UTC -3 | Relatório | Contagem Inconfidentes | 33–13 | Delta Football |  | Arena Frigoarnaldo, Contagem-MG |  |

| 26 de outubro 15:00 UTC -3 | Relatório | Ipatinga Tigres | 21–37 | Independente Tomahawk |  | Estádio Ipatingão, Ipatinga-MG |  |

### Semifinais
| 10 de novembro 14:00 UTC -3 | Relatório | Rio Preto Weilers | 31–00 | Blaze FA |  | Estádio Teixeirão, São José do Rio Preto-SP |  |

| 10 de novembro 10:00 UTC -3 | Relatório | Contagem Inconfidentes | 23–17 | Independente Tomahawk |  | Arena Frigoarnaldo, Contagem-MG |  |

### Final
| 24 de novembro 14:00 UTC -3 | Relatório | Rio Preto Weilers | 56–27 | Contagem Inconfidentes |  | Estádio Teixeirão, São José do Rio Preto-SP |  |

## Premiação
| Conferência Sudeste da Liga BFA 2019 - Acesso |
| São Paulo                                     |
| --------------------------------------------- |
| Rio Preto Weilers Campeão (1º título)         |